# Veroniceae
Veroniceae je tribus raslinja iz porodice trpučevki. Tipični rod je Veronica.

## Rodovi
1. Scrofella Maxim. (1 sp.)
2. Veronicastrum Heist. ex Fabr. (21 spp.)
3. Lagotis Gaertn. (30 spp.)
4. Kashmiria D. Y. Hong (1 sp.)
5. Wulfenia Jacq. (4 spp.)
6. Picrorhiza Royle ex Benth. (4 spp.)
7. Wulfeniopsis D. Y. Hong (2 spp.)
8. Paederota L. (2 spp.); u Hrvatskoj poznat kao milje
9. Synthyris Benth. (19 spp.);  Često uključena u Veronica s.l., ali Flora Sjeverne Amerike (2019), drži ih odvojeno.[2]
10. Veronica L. (457 spp.);  čestoslavica

## Sinonimi
- Veronioideae Kostel.
- Veronicinae Dumort.